# Trastuzumab emtansine
Il trastuzumab emtansine, o trastuzumab-DM1 o trastuzumab-MCC-DM1 oT-DM1 è un anticorpo monoclonale appartenente alla classe dei farmaci immunoconiugati. Il trastuzumab è chimicamente legato con la mertansine (DM1), che è  una citotossina.
Esso è studiato in ricerche cliniche nel trattamento del tumore della mammella, specialmente in quelli positivi al fattore di crescita dell'epidermide 2 (HER2 positivi).

### Specificatamente sul trastuzumab emtansine
- (EN) Gail M. Wilkes, Gail M Wilkes, R.N., M.S., Margaret Barton-Burke, Margaret Barton-Burke, R.N., PH.D., Oncology Nursing Drug Handbook 2011, Jones & Bartlett Publishers, 14 dicembre 2010,  pp. 671–, ISBN 978-1-4496-0013-6.